# دریاچه آتاباسکا
دریاچه آتاباسکا (به انگلیسی: Lake Athabasca) یک دریاچه در کانادا است که در ساسکاچوان واقع شده‌است.